# Anglo-American University
 (avril 2017).
Si vous disposez d'ouvrages ou d'articles de référence ou si vous connaissez des sites web de qualité traitant du thème abordé ici, merci de compléter l'article en donnant les références utiles à sa vérifiabilité et en les liant à la section « Notes et références ».
Pour les articles homonymes, voir AAU.

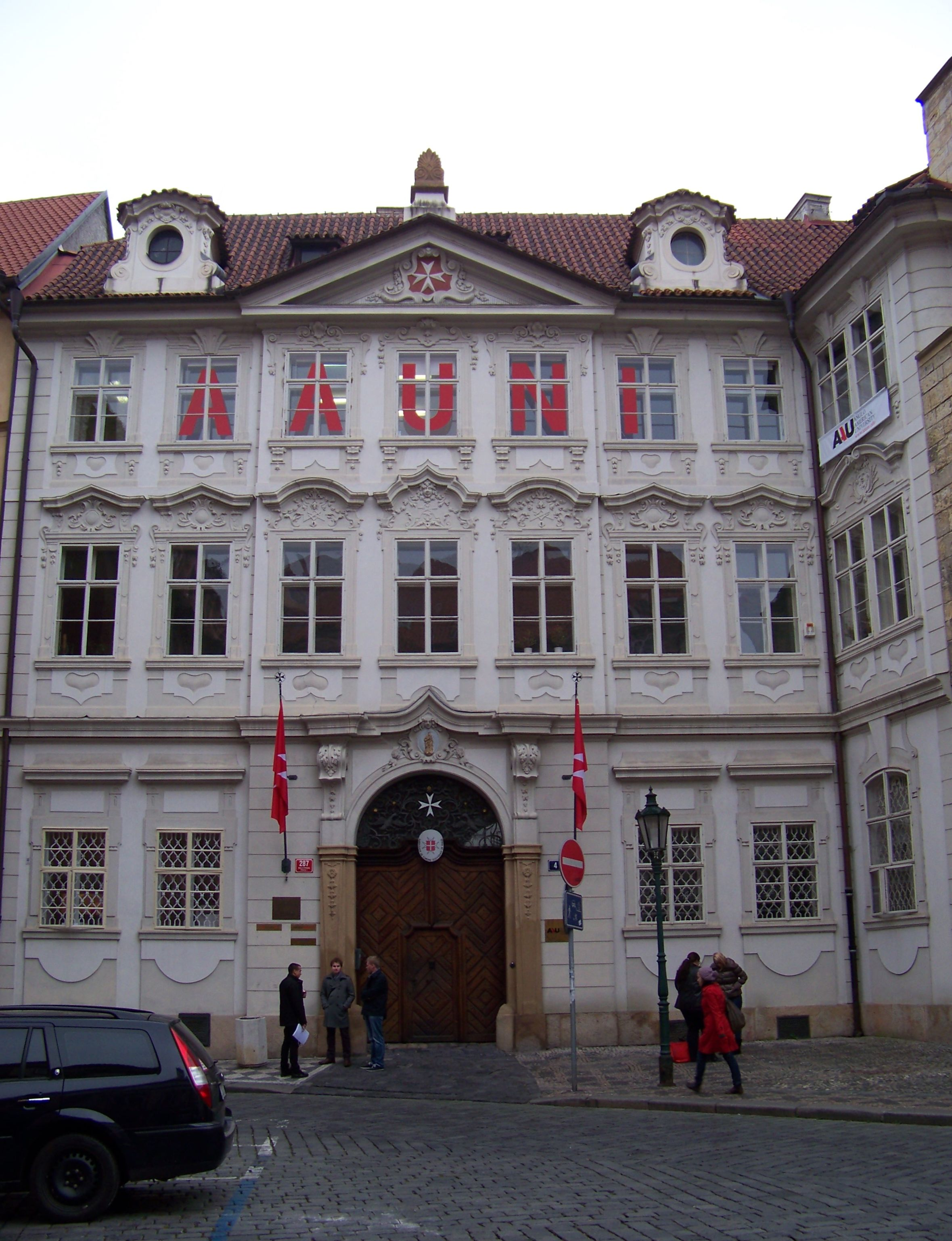
bâtiment de l'Anglo-American University

L'Anglo-American University (AAU ou Université anglo-américaine) est l'établissement privé d'enseignement supérieur le plus vieux en République tchèque.
Les cours sont donnés uniquement en anglais. Les professeurs sont diplômés de Cambridge, Berkeley, Stanford, Yale, et Paris-Sorbonne.

## Historique
L'université fut fondée en 1990 à Prague.

## Élèves
- Kristina Soukupová
- Aleksandar Isirov
- Jiří Brodský
- Oz Karahan
- Klára Poláčková